# 7th angel
7th angel je štiričlanska slovenska glasbena skupina iz Slovenske Bistrice, ki izvaja sodobni hard rock. Ime si je izposodila pri ameriški zasedbi Seventh Angel.
Skupina je bila ustanovljena leta 1999. V začetku so se v skupini pogosto menjali člani in nastalo je nekaj demo posnetkov, vendar vidnejših uspehov niso dosegali. Leta 2003 je bila skupina tik pred razpadom, ko sta se edina preostala člana prvotne zasedbe odločila, da začneta znova.
Leto 2005 je zaznamovalo več odmevnih dogodkov. Spomladi jih je obiskal Blaze Bayley (nekdanji frontman skupine Iron Maiden) s spremljevalno skupino, s katero so opravili nekaj vaj. Frontman Miha Pipenbaher, ki deluje tudi v skupinah One Out of Hell in Toxic Heart, je tega leta postal uradni promotor podjetja Dean Guitars in 7th angel so poleti pričeli s pripravami na snemanje prvenca. V tem in naslednjem letu so izpopolnjevali aranžmaje. Album je bil posnet leta 2006 v novomeškem studiu RLS, premierno so ga predstavili jeseni 2007. V začetku leta 2007 so za skladbo »Born to rock« posneli tudi videospot.

## Diskografija

### In your face(2007)
In your face, album, ki s svojim naslovom ponazarja filozofijo skupine, je izšel septembra 2007 pri založbi HQ records. Seznam skladb:
1. »Born to rock«
2. »Live for love«
3. »Free«
4. »Illegal business«
5. »Cause I'm me«
6. »Found«
7. »Fuck the state«
8. »Nwo«
9. »Only sixteen«
10. »Heat of the night«